# Romain Barras
Romain Barras (Francia, 1 de agosto de 1980) es un atleta francés, especialista en la prueba de decatlón en la que llegó a ser campeón europeo en 2010.

## Carrera deportiva
En el Campeonato Europeo de Atletismo de 2010 ganó la medalla de oro en la competición de decatlón, con un total de 8453 puntos que fue su mejor marca personal, finalizando por delante del neerlandés Eelco Sintnicolaas y del bielorruso Andrei Krauchanka (bronce con 8370 puntos).